# Nelson Munganga
Nelson Omba Munganga (sinh ngày 27 tháng 3 năm 1993 ở Kinshasa, Zaire) là một cầu thủ bóng đá người CHDC Congo, hiện tại thi đấu cho AS Vita Club.

## Sự nghiệp quốc tế
Anh được triệu tập vào Đội tuyển bóng đá quốc gia Cộng hòa Dân chủ Congo để thi đấu tại Cúp bóng đá châu Phi 2015, vào sân từ ghế dự bị ở trận đấu Bảng B với Cabo Verde.

### Bàn thắng quốc tế
Tỉ số và kết quả liệt kê bàn thắng của CHDC Congo trước.
| #  | Ngày                | Địa điểm                                | Đối thủ    | Tỉ số | Kết quả | Giải đấu                           |
| -- | ------------------- | --------------------------------------- | ---------- | ----- | ------- | ---------------------------------- |
| 1. | 21 tháng 1 năm 2016 | Sân vận động Huye, Butare, Rwanda       | Angola     | 1–0   | 4–2     | Giải vô địch bóng đá châu Phi 2016 |
| 2. | 19 tháng 6 năm 2016 | Sân vận động Độc lập, Windhoek, Namibia | Mozambique | 1–0   | 1–0     | Cúp COSAFA 2016                    |